# Fô (departamento)
Fô é um departamento ou comuna da província de Houet no Burkina Faso. A sua capital é Fô.
Em 1 de julho de 2018 tinha uma população estimada em 29085 habitantes.